# MOMus-Museum Alex Mylona
Das MOMus-Museum Alex Mylona (griechisch MOMus-Μουσείο Άλεξ Μυλωνά; vollständig Τμήμα Σύγχρονης Γλυπτικής του MOMus-Μουσείο Σύγχρονης Τέχνης-Συλλογές Μακεδονικού Μουσείου Σύγχρονης Τέχνης και Κρατικού Μουσείου Σύγχρονης Τέχνης, „Abteilung für zeitgenössische Bildhauerei des MOMus-Museums für zeitgenössische Kunst-Sammlungen des Makedonischen Museums für zeitgenössische Kunst und des Staatsmuseums für zeitgenössische Kunst“) ist ein Kunstmuseum im Stadtteil Thisio der griechischen Hauptstadt Athen. Es ist Teil der Organisation der Museen der Bildenden Künste der Stadt Thessaloniki (MOMus).

## Standort
Das Museum liegt an der Grenze der Stadtvierteln Thisio und Psyrri in Athen. Es befindet sich an der Platía Agíon Asomáton 5 (Πλατεία Αγίων Ασωμάτων 5) in einem restaurierten neuklassizistischen Gebäude mit Jugendstilelementen aus dem Jahr 1920, das nach den Plänen des Architekten Vassilios Tsagris errichtet und 1992 von der Bildhauerin Alex Mylona erworben wurde.

## Hintergrund
Es wurde 2004 als Alex-Mylona-Museum für zeitgenössische Kunst gegründet, um das Werk und das Leben der griechischen Bildhauerin Alex Mylona (1920–2016) zu präsentieren und um jungen Künstlern einen Ausstellungsraum zu bieten. Die Dauerausstellung des Museums umfasst Werke aus Mylonas langem künstlerischen Œuvre wie Skulpturen, aber auch Zeichnungen, Gemälde, Collagen, Tapisserien und Grafiken. Darüber hinaus werden in den Museumsräumen regelmäßig Ausstellungen, Workshops und andere Veranstaltungen organisiert.
Im Jahr 2007 wurde das Museum organisatorisch in das Makedonische Museum für zeitgenössische Kunst in Thessaloniki integriert. Seit 2018 ist es eines der fünf Museen/Kulturstätten der Städtischen Organisation der Museen der Schönen Künste Thessaloniki.